# Fakir (periòdic)
Fakir és un periòdic independent i alternatiu d'esquerra. Creat l'any 1999 a Amiens, a la Picardia, des del 26 d'abril de 2009 compta amb distribució estatal.
La publicació es presenta com no relacionada amb «cap partit polític, cap sindicat, cap institució» i «en gran part escrit, il·lustrat i dirigit per voluntaris». Tanmateix, no amaga la seva simpatia per la plataforma política França Insubmisa. A més, el seu fundador, François Ruffin, fou elegit diputat el 2017 amb el suport d'aquest partit.

## Línia editorial
«Diari enfadat amb tothom. O gairebé», amb aquest eslògan Fakir defensa la seva total llibertat d'expressió. Tanmateix, és la independència econòmica la que permet a aquest diari la seva llibertat editorial: gairebé totalment escrits per voluntaris i finançats via subscripcions, no inclou publicitat.